# どんだけスポーツ101
『どんだけスポーツ101』（英名:101-in-1 Sports Megamix）は、スターフィッシュ・エスディから2010年12月16日に発売されたニンテンドーDS用ソフト。
日本国外ではWii版も同時発売された。

## 概要
101種類のスポーツがミニゲームとして収録されている。
大半の種目は鍵がかかっているため最初は一部の種目しか出来ないが、ゲームの得点に応じて貰えるポイントと鍵を交換し、遊べる種目を増やしていく。

## 収録スポーツ
| - ビーチバレー - ボウリング - ボクシング - テニス - 乗馬 - ダーツ - クレイ射撃 - ヤリ投げ - 水泳 - ハンマー投 - ヌードリング - ビリヤード - 卓球 - ミニゴルフ - ポロ - 円盤投げ - カーリング - バスケットボール - バドミントン - カーレース - つな引き - ローラースケート - 競輪 - マウンテンバイク - ボート - クロスカントリー - バイアスロン - デュアスロン - ハードル走 - アームレスリング - フェンシング - ウェイトリフティング - ウインドサーフィン | - アルペンスキー - スキー ジャンプ - アクロバットダイビング - 新体操 フープ - 新体操 ボール - 新体操 クラブ - 新体操 リボン - ボブスレー - ウォータースキー - カードリフト - スケルトン - アーチェリー - ライフルシューティング - パラシューティング - ゾービング - 棒高跳び - 相撲 - 野球 - トランポリン - クライミング - ガラッキー - シンクロナイズド ダイビング - ハンググライダー - 板割り - 丸太投げ - ヨット - ペイントボール - プロレス - 投げなわ - 剣道 - キックボクシング - 柔道 - モトクロス - 釣り | - アイスコラリ - クロッケー - 空中アクロバット - ロデオ - テーブル パト - スケートボード - カポエイラ - ハンドボール - 水中ポロ - ラグビー - ウェイクボーディング - スーパーカーレース - 気球 - 縄跳び - サーフィン - カヤック - ドラッグレース - ボッチェボール - アメリカンフットボール - アイスホッケー - ドッジボール - エアホッケー - カニ釣り - サッカー - ランバージャックポールクライミング - 幅跳び - ストックカーレース - 斧投げ - ウイングスーツ フライイング - ジェットスキー - トラクション カイト - フリーダイビング - ストリート リュージュ - カーフボール ウォーミングアップ |